# Pocsaró
Pocsaró (szlovákul: Počarová) község Szlovákiában, a Trencséni kerületben, a Vágbesztercei járásban.

## Fekvése
Vágbesztercétől 8 km-re délkeletre fekszik. Egykor Soltészperecsényhez tartozott.

## Története
1466-ban „Zpocernoie Lhotta”, 1471-ben „Pocherova Lhota”, 1498-ban „Pocharowa Lhota”, „Poczarowa”, 1500-ban „Pocharowa Lehotha” néven említik. A vágbesztercei uradalomhoz tartozott, részben pedig a Kartuz és Brigant családok birtoka volt. 1598-ban 8 háza állt. 1720-ban 11 adózó háztartása volt, közülük 10 zsellér. 1784-ben 25 házában 159 lakosa élt.
A 18. század végén Vályi András így ír róla: „POCSAROVA. Podzicharova. Tót falu Trentsén Vármegyében, földes Ura Marsovszky, és több Uraságok, lakosai katolikusok, fekszik Precsinnek szomszédságában, mellynek filiája, határjában fája, legelője van; de földgye végett, második osztálybéli.”
1828-ban 25 háza és 165 lakosa volt, akik főként mezőgazdaságból éltek.
Fényes Elek 1851-ben kiadott geográfiai szótárában így ír a faluról: „Podniczerava, tót f., Trencsén vmegyében, Uj-Besztercze fil., 169 kath. lak. F. u. b. Sina. Ut. p. Zsolna.”
A trianoni békéig Trencsén vármegye Vágbesztercei járásához tartozott.

## Népessége
| Év:            | 1994. | 2004.   | 2014.   | 2024.    |
| -------------- | ----- | ------- | ------- | -------- |
| Emberek száma: | 137   | 145     | 140     | 158      |
| Eltérés:       |       | +5,83 % | -3,44 % | +12,85 % |

| Év:            | 2023. | 2024.   |
| -------------- | ----- | ------- |
| Emberek száma: | 148   | 158     |
| Eltérés:       |       | +6,75 % |

1910-ben 118, túlnyomórészt szlovák lakosa volt.
2001-ben 136 szlovák lakosa volt.
2011-ben 141 lakosából 140 szlovák volt.

## Külső hivatkozások
- Községinfó
- Pocsaró Szlovákia térképén
- E-obce.sk Archiválva 2008. február 24-i dátummal a Wayback Machine-ben